# KAIT
KAIT est une station de télévision américaine affilié au réseau ABC détenue par le groupe Gray Television et située à Jonesboro dans l'Arkansas sur le canal 8.

## Diffusion
| Canal virtuel | Image | Format | Programmation |
| ------------- | ----- | ------ | ------------- |
| 8.1           | 720p  | 16:9   | KAIT / ABC HD |
| 8.2           | 720p  | 16:9   | NBC           |
| 8.3           | 480i  | 16:9   | The CW        |